# 長谷部稔
長谷部 稔（はせべ みのる、1931年10月15日 - ）は、広島県出身の元プロ野球選手。ポジションは捕手。

## 来歴・人物
旧制中学校の広島県立広島工業学校（現在の広島県立広島工業高等学校）時代に広島原爆に遭遇した経験を持つ。その後に学制改革などで広島県立広島工業学校が広島県立広島皆実高等学校になるなどした後に皆実高等学校では捕手で4番打者として活躍、高校3年夏の1949年第31回全国高等学校野球選手権大会予選の西中国大会決勝に駒を進めたが山口県立柳井高等学校に敗れて甲子園大会出場は成らなかった。
卒業後は土木技術者を目指していたが、1949年に翌年から地元初のプロ野球球団として創設される、広島カープの入団テストへ試しに参加した。スローイングや肩の良さを評価され、テスト終了後すぐに石本秀一監督に監督室へ呼び出され、「いますぐ契約書にハンコを押せ」と4時間の説得を受けて広島カープへの入団を決める。創成期の広島カープの資金難を救うべく街頭での鉛筆売りや広島県内の劇場を回って自ら『炭坑節』を歌うなどして資金調達に奔走したという逸話を持つ。これらのエピソードは2001年5月1日放送の『プロジェクトX〜挑戦者たち〜 史上最大の集金作戦 広島カープ～市民とナインの熱い日々～』でも取り上げられており、長谷川良平と共にゲスト出演した。
3年目に控えの捕手として41試合に出場。同じ年にテスト生として入団した長谷川良平とは仲が良く、長谷川が登板する試合ではよく球を受けていた。チームには門前眞佐人などがいたため正捕手を奪う事ができず、1956年に現役を引退、東洋工業（現在のマツダ）に入社。
2006年に第2代広島カープOB会長を務めた長谷川が亡くなり第3代会長としてその後を継ぐ。2010年8月31日に旧広島市民球場にて行われた、球場最後のイベントとなる広島カープOBと地元大学生の試合に姿を見せ、試合後に「終球式」を行った。
2013年12月7日に行われた広島カープOB会総会にて、安仁屋宗八にOB会会長をバトンタッチして退任し、名誉会長に就任して現在も健在である。

## 詳細情報

### 年度別打撃成績
| 年 度     | 球 団     | 試 合 | 打 席 | 打 数 | 得 点 | 安 打 | 二 塁 打 | 三 塁 打 | 本 塁 打 | 塁 打 | 打 点 | 盗 塁 | 盗 塁 死 | 犠 打 | 犠 飛 | 四 球 | 敬 遠 | 死 球 | 三 振 | 併 殺 打 | 打 率 | 出 塁 率 | 長 打 率 | O P S |
| --------- | --------- | ----- | ----- | ----- | ----- | ----- | -------- | -------- | -------- | ----- | ----- | ----- | -------- | ----- | ----- | ----- | ----- | ----- | ----- | -------- | ----- | -------- | -------- | ----- |
| 1952      | 広島      | 6     | 5     | 2     | 0     | 0     | 0        | 0        | 0        | 0     | 0     | 0     | 0        | 0     | --    | 1     | --    | 2     | 1     | 0        | .000  | .600     | .000     | .600  |
| 1953      | 広島      | 2     | 1     | 1     | 0     | 0     | 0        | 0        | 0        | 0     | 0     | 0     | 0        | 0     | --    | 0     | --    | 0     | 1     | 0        | .000  | .000     | .000     | .000  |
| 1954      | 広島      | 41    | 69    | 59    | 3     | 11    | 2        | 0        | 0        | 13    | 2     | 0     | 0        | 3     | 0     | 4     | --    | 3     | 19    | 2        | .186  | .273     | .220     | .493  |
| 1955      | 広島      | 11    | 11    | 10    | 0     | 0     | 0        | 0        | 0        | 0     | 1     | 0     | 0        | 0     | 1     | 0     | 0     | 0     | 9     | 0        | .000  | .000     | .000     | .000  |
| 1956      | 広島      | 4     | 8     | 8     | 0     | 2     | 0        | 0        | 0        | 2     | 0     | 0     | 0        | 0     | 0     | 0     | 0     | 0     | 3     | 0        | .250  | .250     | .250     | .500  |
| 通算：5年 | 通算：5年 | 64    | 94    | 80    | 3     | 13    | 2        | 0        | 0        | 15    | 3     | 0     | 0        | 3     | 1     | 5     | 0     | 5     | 33    | 2        | .163  | .256     | .188     | .443  |

### 背番号
- 25 （1950年）
- 27 （1951年 - 1955年）
- 44 （1956年）